# Marcel Heitsch
Marcel Heitsch fue un deportista suizo que compitió en remo. Ganó dos medallas de bronce en el Campeonato Europeo de Remo, en los años 1930 y 1931.

## Palmarés internacional
| Campeonato Europeo | Campeonato Europeo | Campeonato Europeo | Campeonato Europeo |
| Año                | Lugar              | Medalla            | Prueba             |
| ------------------ | ------------------ | ------------------ | ------------------ |
| 1930               | Lieja (Bélgica)    | Medalla de bronce  | Dos con timonel    |
| 1931               | París (Francia)    | Medalla de bronce  | Dos con timonel    |